# Saint-Martin-de-Nigelles
Pour les articles homonymes, voir Saint-Martin.
Saint-Martin-de-Nigelles est une commune française située dans le département d'Eure-et-Loir en région Centre-Val de Loire.

## Géographie

### Situation
La commune de Saint-Martin-de-Nigelles est située dans la plaine de Beauce, entre Épernon et Maintenon, à 20 km au sud-ouest de Rambouillet.

Situation géographique
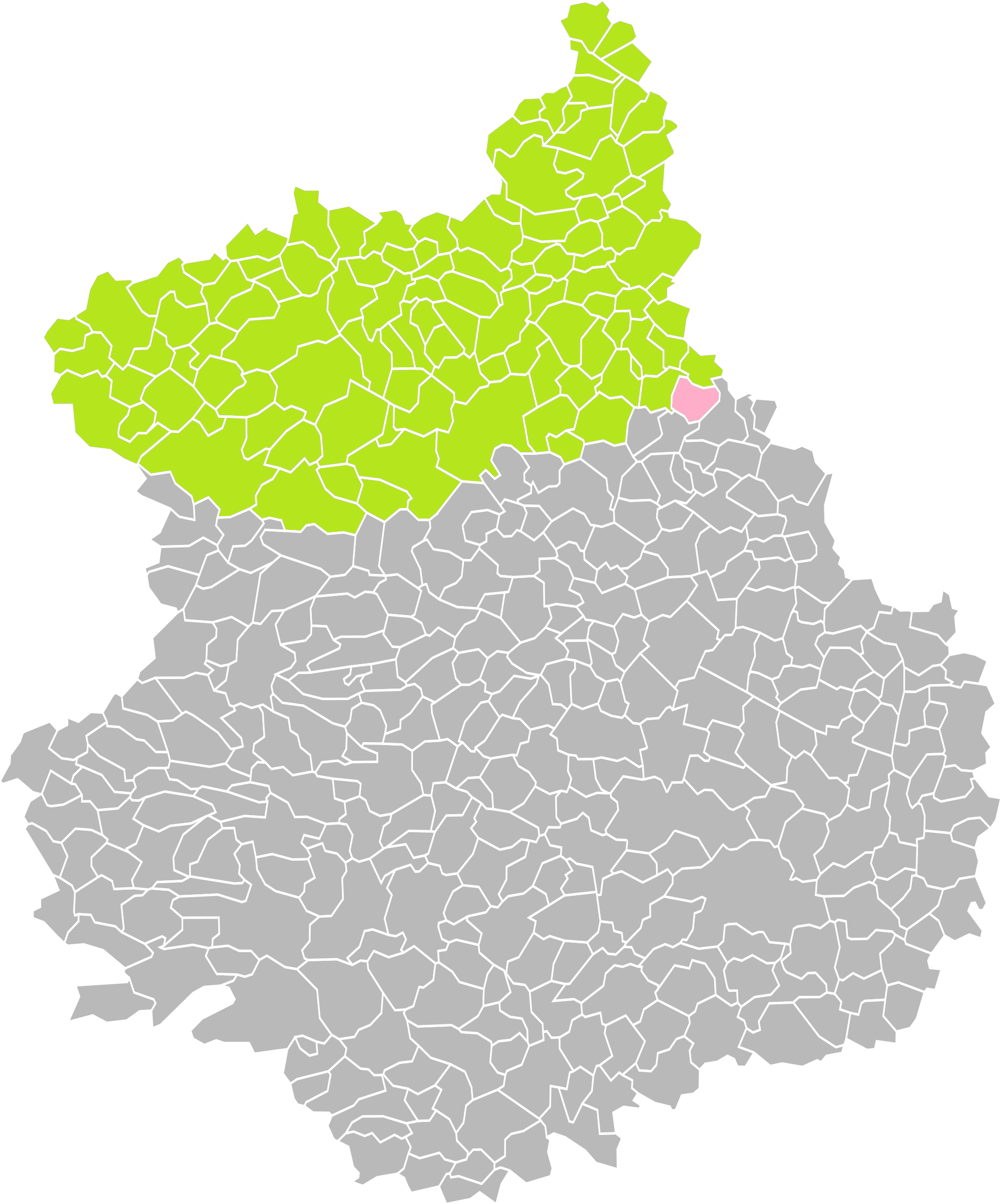
Saint-Martin-de-Nigelles dans son arrondissement.
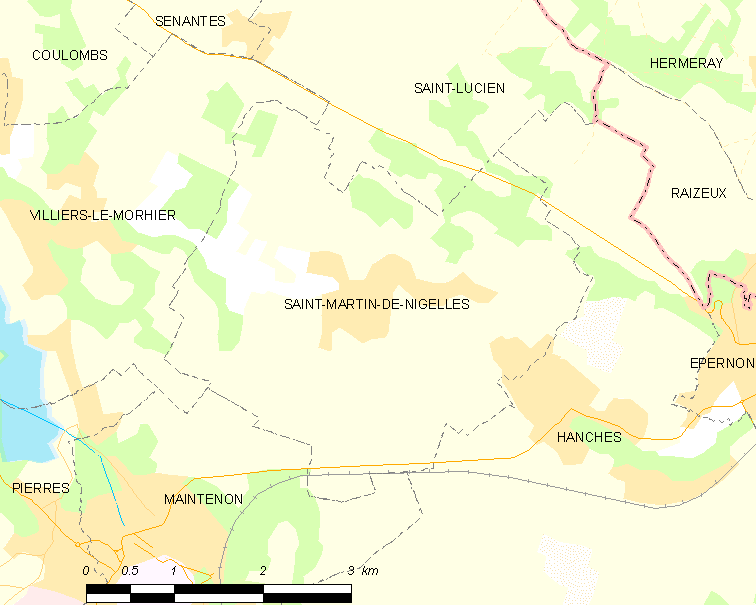
Carte de la commune de Saint-Martin-de-Nigelles.

### Lieux-dits et écarts
- Le Coudray, Nigelles, le Clos des Champs, le Bois d'Olivet, Ponceaux, Ouencé.

### Hydrographie
En provenance de Hanches, la rivière la Drouette, affluent en rive droite de l'Eure, sous-affluent du fleuve la Seine traverse la commune. Elle rejoint Villiers-le-Morhier, où se trouve son point de confluence avec l'Eure.
La commune bénéficie depuis 1987 d'une station hydrologique sur la Drouette : le débit moyen annuel ou module, observé durant une période de 31 ans (de 1987 à 2018), est de 0,862 m3/s, soit 862 litres par seconde. La hauteur maximale instantanée, relevée à Saint-Martin-de-Nigelles le 1er juin 2016, est de 2,45 m.

### Climat
Pour des articles plus généraux, voir Climat du Centre-Val de Loire et Climat d'Eure-et-Loir.
En 2010, le climat de la commune est de type climat océanique dégradé des plaines du Centre et du Nord, selon une étude du CNRS s'appuyant sur une série de données couvrant la période 1971-2000. En 2020, Météo-France publie une typologie des climats de la France métropolitaine dans laquelle la commune est exposée à un climat océanique altéré et est dans la région climatique  Sud-ouest du bassin Parisien, caractérisée par une faible pluviométrie, notamment au printemps (120 à 150 mm) et un hiver froid (3,5 °C). 
Pour la période 1971-2000, la température annuelle moyenne est de 10,6 °C, avec une amplitude thermique annuelle de 14,9 °C. Le cumul annuel moyen de précipitations est de 625 mm, avec 10,6 jours de précipitations en janvier et 7,8 jours en juillet. Pour la période 1991-2020, la température moyenne annuelle observée sur la station météorologique de Météo-France la plus proche, sur la commune de Houx à 5 km à vol d'oiseau, est de 11,2 °C et le cumul annuel moyen de précipitations est de 622,1 mm,. Pour l'avenir, les paramètres climatiques de la commune estimés pour 2050 selon différents scénarios d'émission de gaz à effet de serre sont consultables sur un site dédié publié par Météo-France en novembre 2022.

## Urbanisme

### Typologie
Au 1er janvier 2024, Saint-Martin-de-Nigelles est catégorisée commune rurale à habitat dispersé, selon la nouvelle grille communale de densité à 7 niveaux définie par l'Insee en 2022.
Elle est située hors unité urbaine. Par ailleurs la commune fait partie de l'aire d'attraction de Paris, dont elle est une commune de la couronne,. 

### Occupation des sols
L'occupation des sols de la commune, telle qu'elle ressort de la base de données européenne d’occupation biophysique des sols Corine Land Cover (CLC), est marquée par l'importance des territoires agricoles (82,7 % en 2018), une proportion sensiblement équivalente à celle de 1990 (81,9 %). La répartition détaillée en 2018 est la suivante : 
terres arables (76 %), zones urbanisées (10,6 %), zones agricoles hétérogènes (6,7 %), forêts (6,7 %). L'évolution de l’occupation des sols de la commune et de ses infrastructures peut être observée sur les différentes représentations cartographiques du territoire : la carte de Cassini (XVIIIe siècle), la carte d'état-major (1820-1866) et les cartes ou photos aériennes de l'IGN pour la période actuelle (1950 à aujourd'hui).

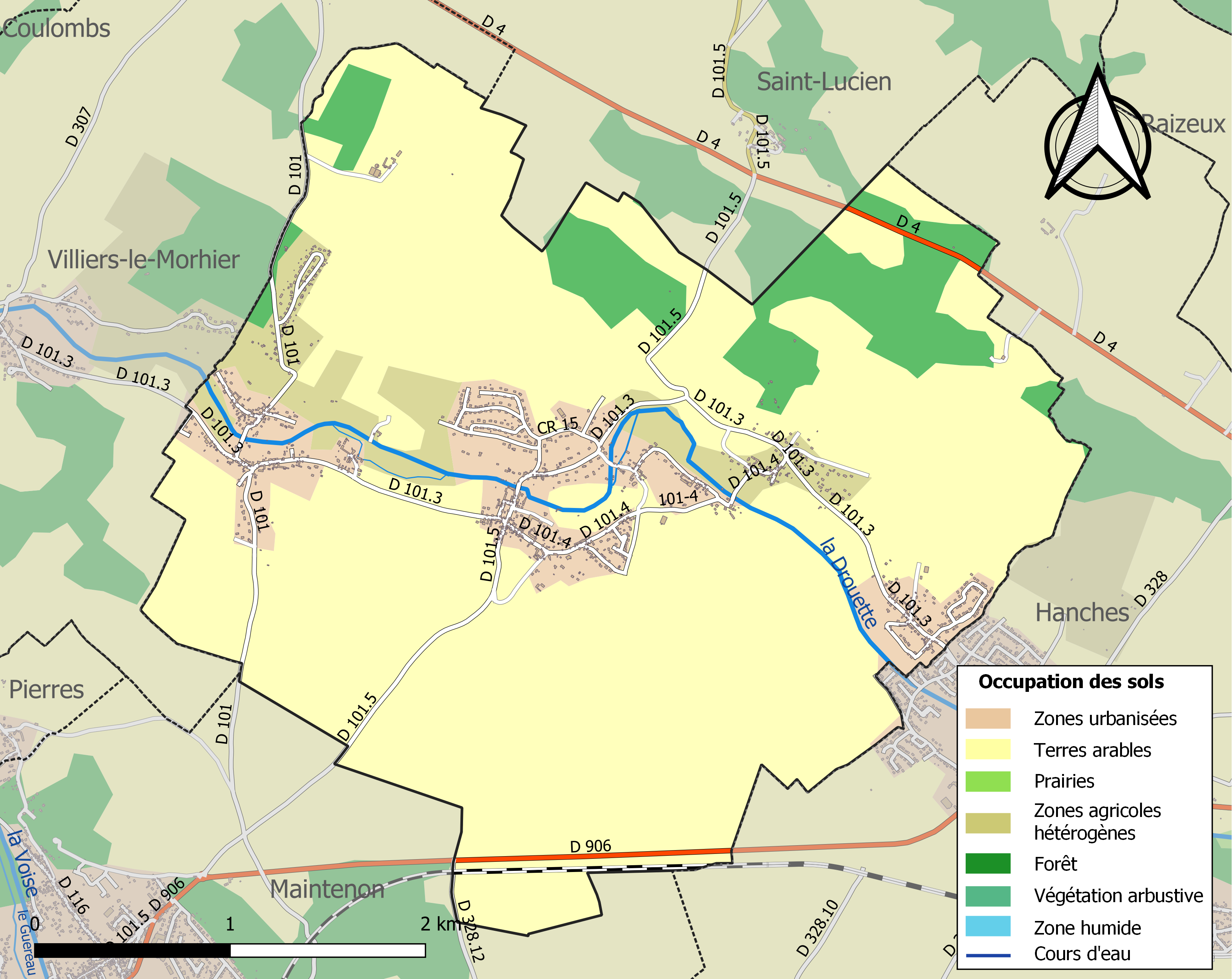
Carte des infrastructures et de l'occupation des sols de la commune en 2018 (CLC).

### Risques majeurs
Le territoire de la commune de Saint-Martin-de-Nigelles est vulnérable à différents aléas naturels : météorologiques (tempête, orage, neige, grand froid, canicule ou sécheresse), inondationset séisme (sismicité très faible). Il est également exposé à un risque technologique, le transport de matières dangereuses. Un site publié par le BRGM permet d'évaluer simplement et rapidement les risques d'un bien localisé soit par son adresse soit par le numéro de sa parcelle.

#### Risques naturels
Certaines parties du territoire communal sont susceptibles d’être affectées par le risque d’inondation par débordement de cours d'eau et par ruissellement et coulée de boue, notamment la Drouette. La commune a été reconnue en état de catastrophe naturelle au titre des dommages causés par les inondations et coulées de boue survenues en 1995, 1999 et 2016,.

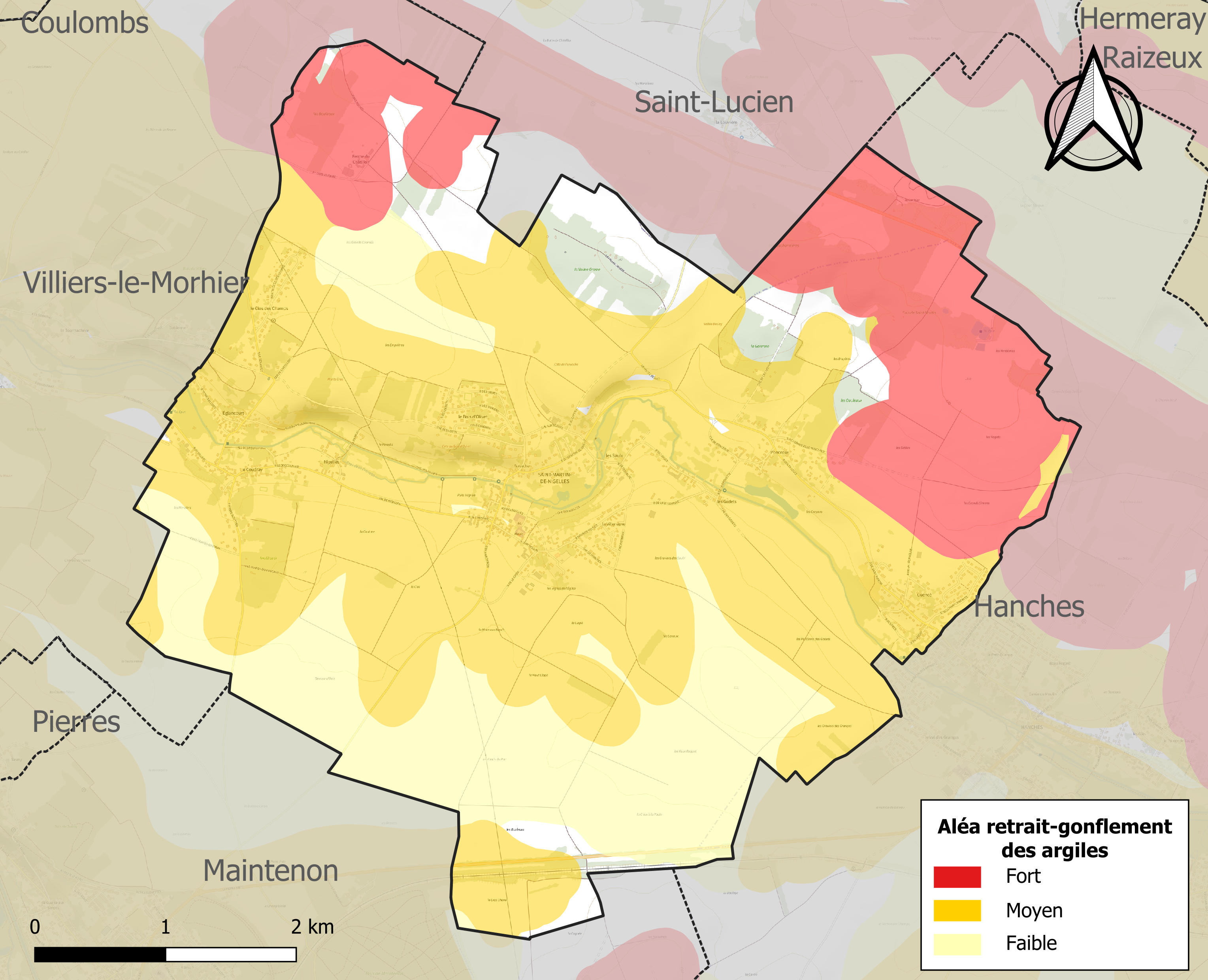
Carte des zones d'aléa retrait-gonflement des sols argileux de Saint-Martin-de-Nigelles.

Le retrait-gonflement des sols argileux est susceptible d'engendrer des dommages importants aux bâtiments en cas d’alternance de périodes de sécheresse et de pluie. 73,3 % de la superficie communale est en aléa moyen ou fort (52,8 % au niveau départemental et 48,5 % au niveau national). Sur les 675 bâtiments dénombrés sur la commune en 2019, 671 sont en aléa moyen ou fort, soit 99 %, à comparer aux 70 % au niveau départemental et 54 % au niveau national. Une cartographie de l'exposition du territoire national au retrait gonflement des sols argileux est disponible sur le site du BRGM,.
Concernant les mouvements de terrains, la commune a été reconnue en état de catastrophe naturelle au titre des dommages causés par des mouvements de terrain en 1999.

#### Risques technologiques
Le risque de transport de matières dangereuses sur la commune est lié à sa traversée par des infrastructures routières ou ferroviaires importantes ou la présence d'une canalisation de transport d'hydrocarbures. Un accident se produisant sur de telles infrastructures est en effet susceptible d’avoir des effets graves au bâti ou aux personnes jusqu’à 350 m, selon la nature du matériau transporté. Des dispositions d’urbanisme peuvent être préconisées en conséquence.

## Toponymie
Le nom de la localité est attesté sous la forme Sanctus Martinus de Nigellis en 1300.
La dénomination de Nivigella ou encore Nigella viendrait du fait que les blés y étaient plus que d’autres exposés à la « rouille » appelée aussi « nielle ». Une autre hypothèse suggère que l’on y trouvait plus qu’ailleurs une plante appelée nigelle dont l’ascendance viendrait de la « nigelle de Damas ».
C’est vers 1300, après la construction de l’église dédiée à saint Martin évêque de Tours, que l’on ajouta « Saint-Martin », ce qui a donné Saint-Martin-de-Nigelles.

## Histoire

### Moyen Âge
C'est en 774 que Nivigella, chef-lieu primitif de la commune d’aujourd’hui, fut donné, avec d’autres terres, par Charlemagne au monastère de Saint-Denis-Martyr.

## Politique et administration

### Liste des maires
| Période                                  | Période      | Identité            | Étiquette | Qualité  |
| ---------------------------------------- | ------------ | ------------------- | --------- | -------- |
| Les données manquantes sont à compléter. |              |                     |           |          |
| mars 1989                                | mars 2006    | Claude Bertrand     | SE        |          |
| mars 2006                                | mars 2014    | Roger Boyer         |           |          |
| mars 2014                                | juillet 2020 | Pierre-Louis Bilien | DVD       | Retraité |
| juillet 2020                             | En cours     | Isabelle Faure      |           |          |

## Population et société

### Démographie
L'évolution du nombre d'habitants est connue à travers les recensements de la population effectués dans la commune depuis 1793. Pour les communes de moins de 10 000 habitants, une enquête de recensement portant sur toute la population est réalisée tous les cinq ans, les populations de référence des années intermédiaires étant quant à elles estimées par interpolation ou extrapolation. Pour la commune, le premier recensement exhaustif entrant dans le cadre du nouveau dispositif a été réalisé en 2007.

En 2022, la commune comptait 1 581 habitants, en évolution de +1,09 % par rapport à 2016 (Eure-et-Loir : −0,23 %, France hors Mayotte : +2,11 %).
| 1793 | 1800 | 1806 | 1821 | 1831 | 1836 | 1841 | 1846 | 1851 |
| ---- | ---- | ---- | ---- | ---- | ---- | ---- | ---- | ---- |
| 748  | 698  | 753  | 781  | 824  | 781  | 783  | 795  | 767  |

| 1856 | 1861 | 1866 | 1872 | 1876 | 1881 | 1886 | 1891 | 1896 |
| ---- | ---- | ---- | ---- | ---- | ---- | ---- | ---- | ---- |
| 761  | 725  | 747  | 720  | 683  | 678  | 643  | 652  | 612  |

| 1901 | 1906 | 1911 | 1921 | 1926 | 1931 | 1936 | 1946 | 1954 |
| ---- | ---- | ---- | ---- | ---- | ---- | ---- | ---- | ---- |
| 538  | 519  | 507  | 451  | 492  | 457  | 455  | 376  | 367  |

| 1962 | 1968 | 1975 | 1982 | 1990  | 1999  | 2006  | 2007  | 2012  |
| ---- | ---- | ---- | ---- | ----- | ----- | ----- | ----- | ----- |
| 348  | 363  | 619  | 944  | 1 029 | 1 147 | 1 513 | 1 565 | 1 589 |

| 2017  | 2022  | - | - | - | - | - | - | - |
| ----- | ----- | - | - | - | - | - | - | - |
| 1 560 | 1 581 | - | - | - | - | - | - | - |

## Culture locale et patrimoine

### Lieux et monuments
- Église Saint-Martin, XIIIe siècle.
- Lavoirs, moulins sur la Drouette.

Lieux et monuments
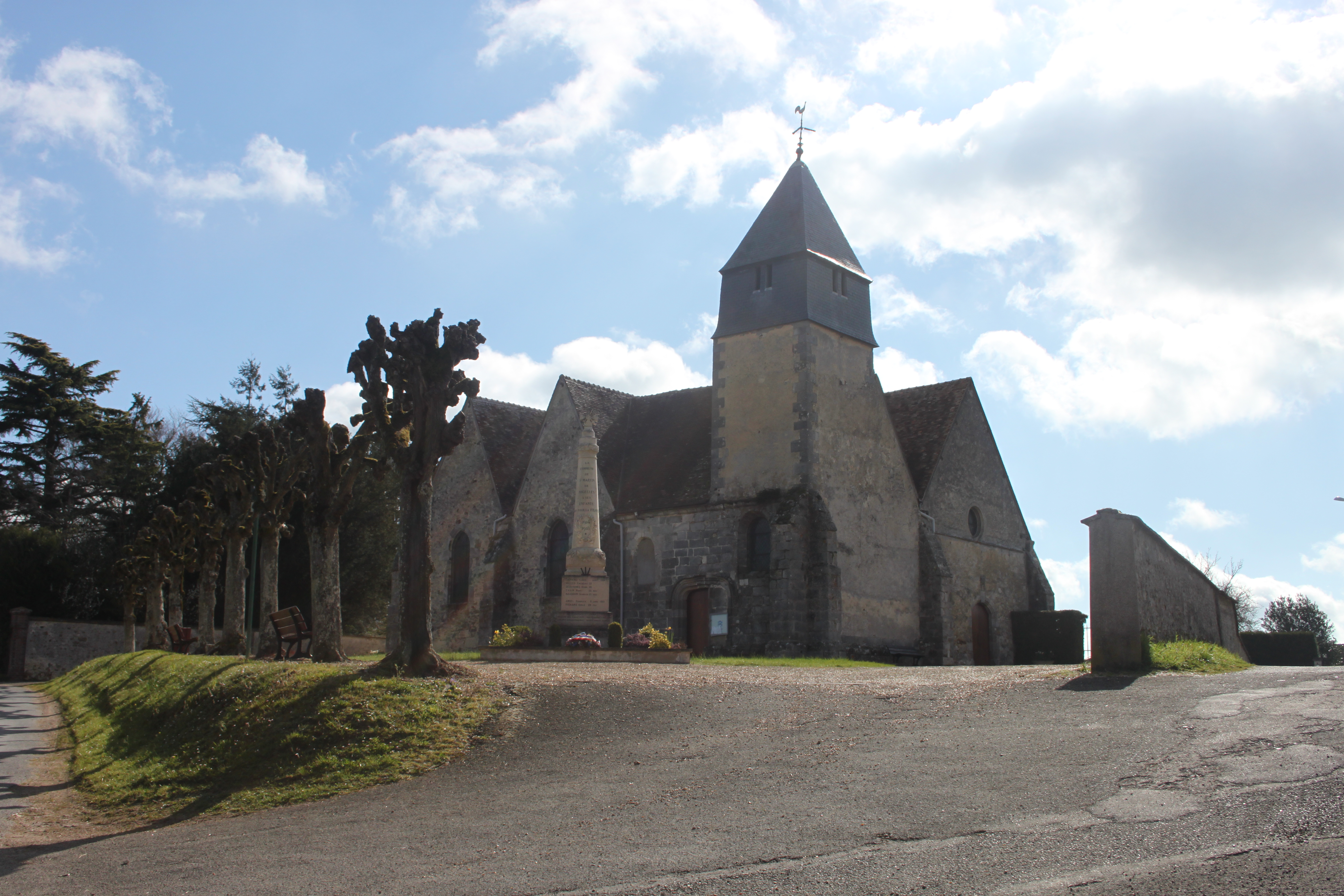
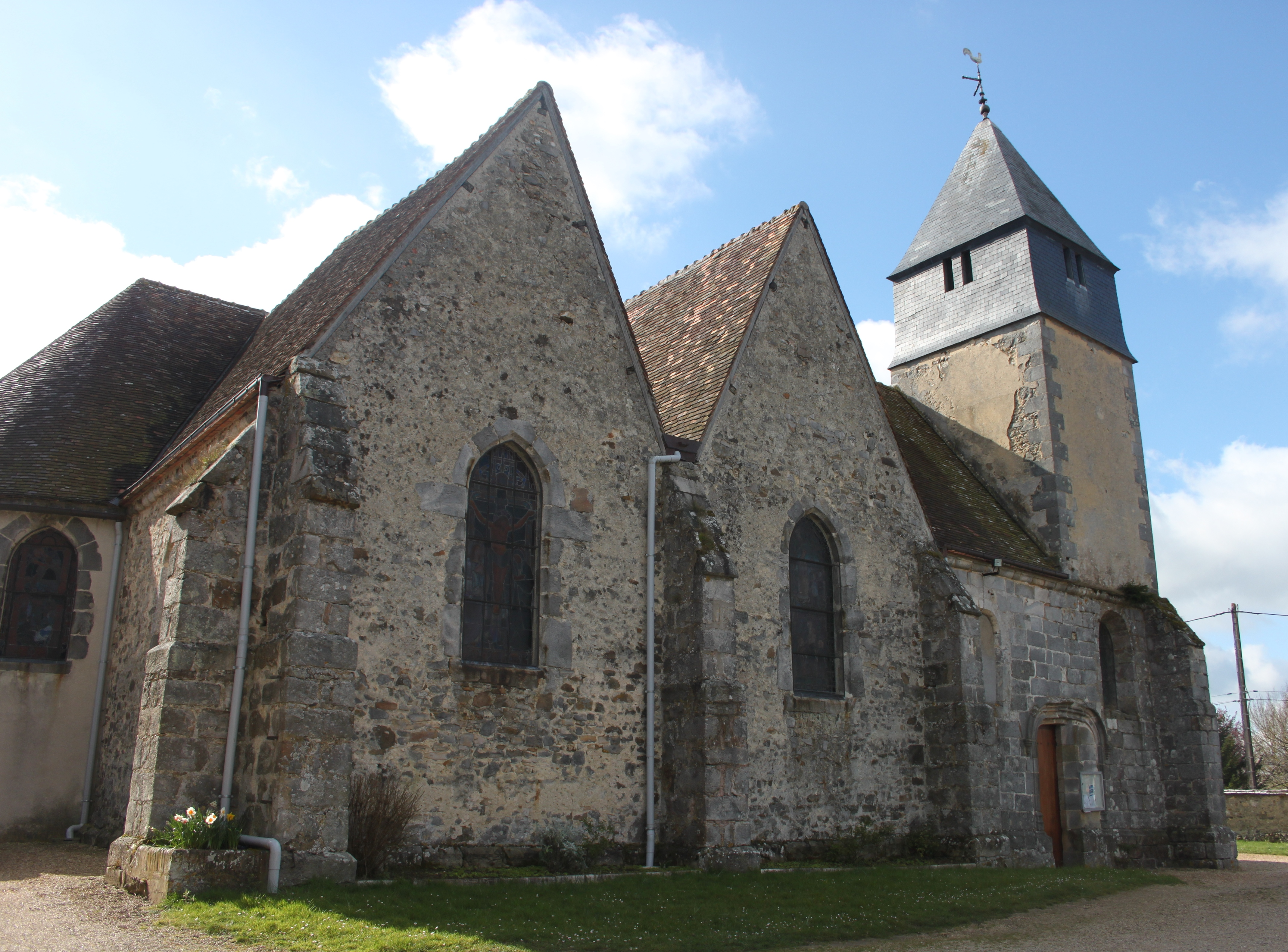
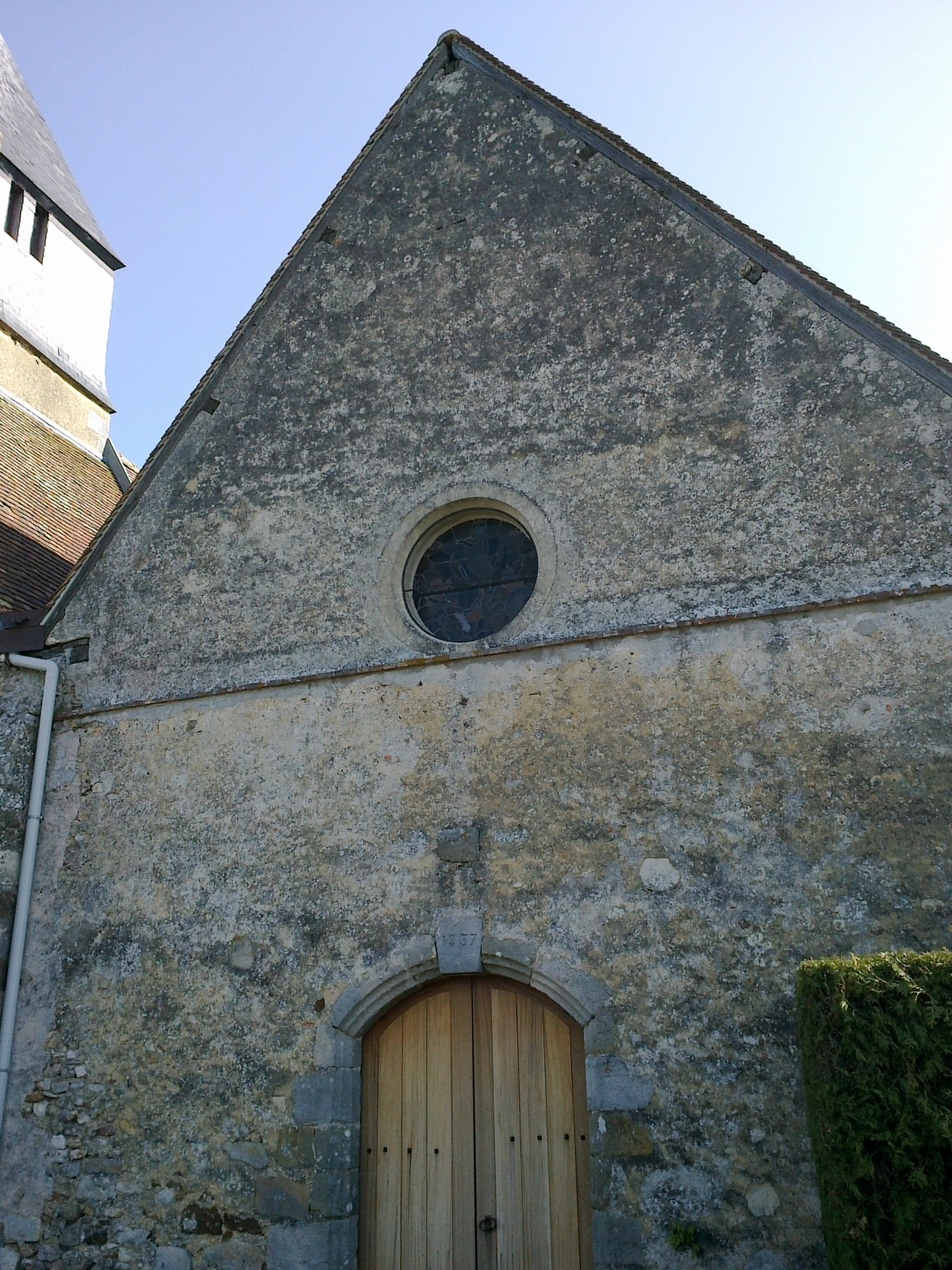
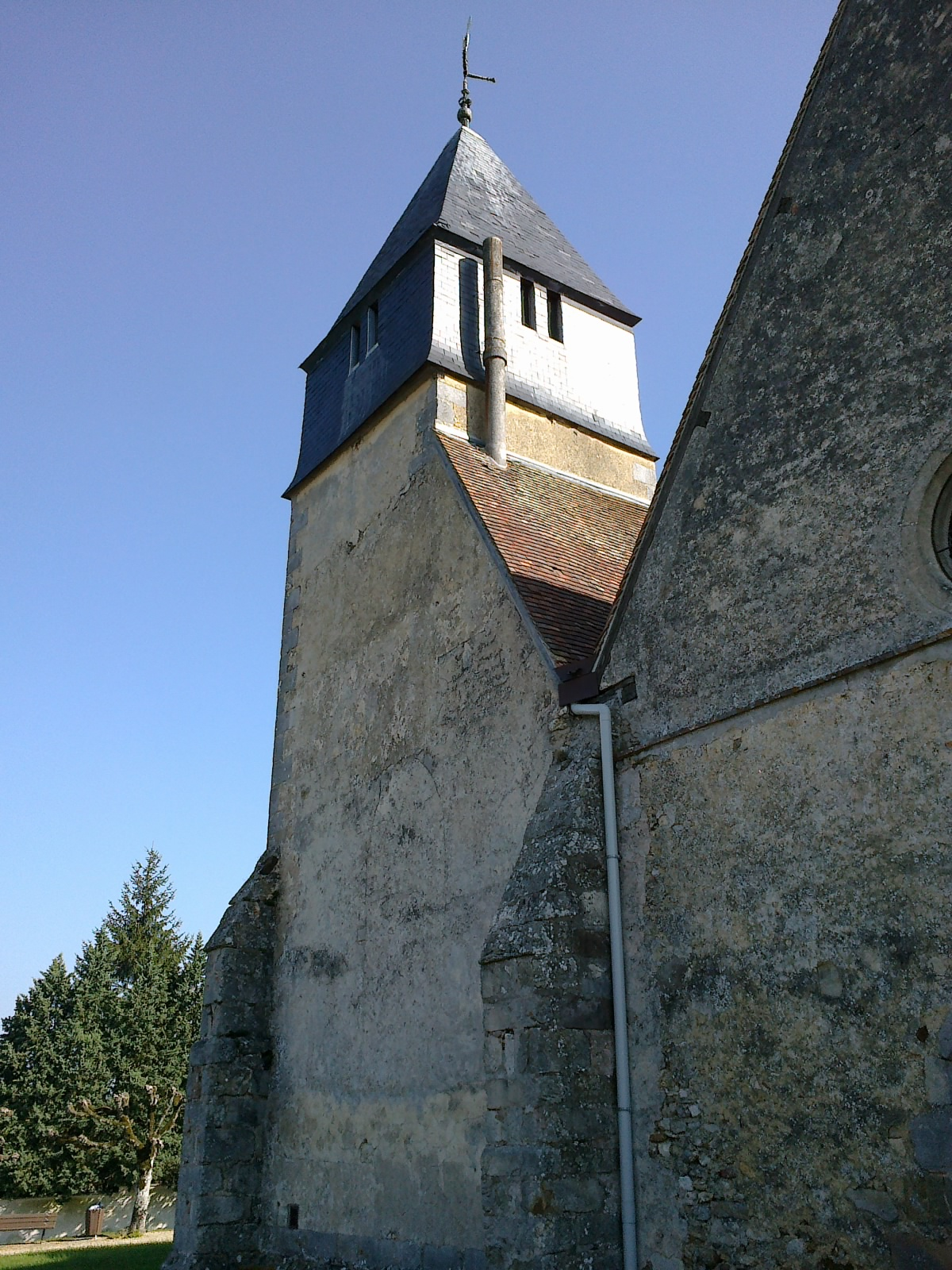
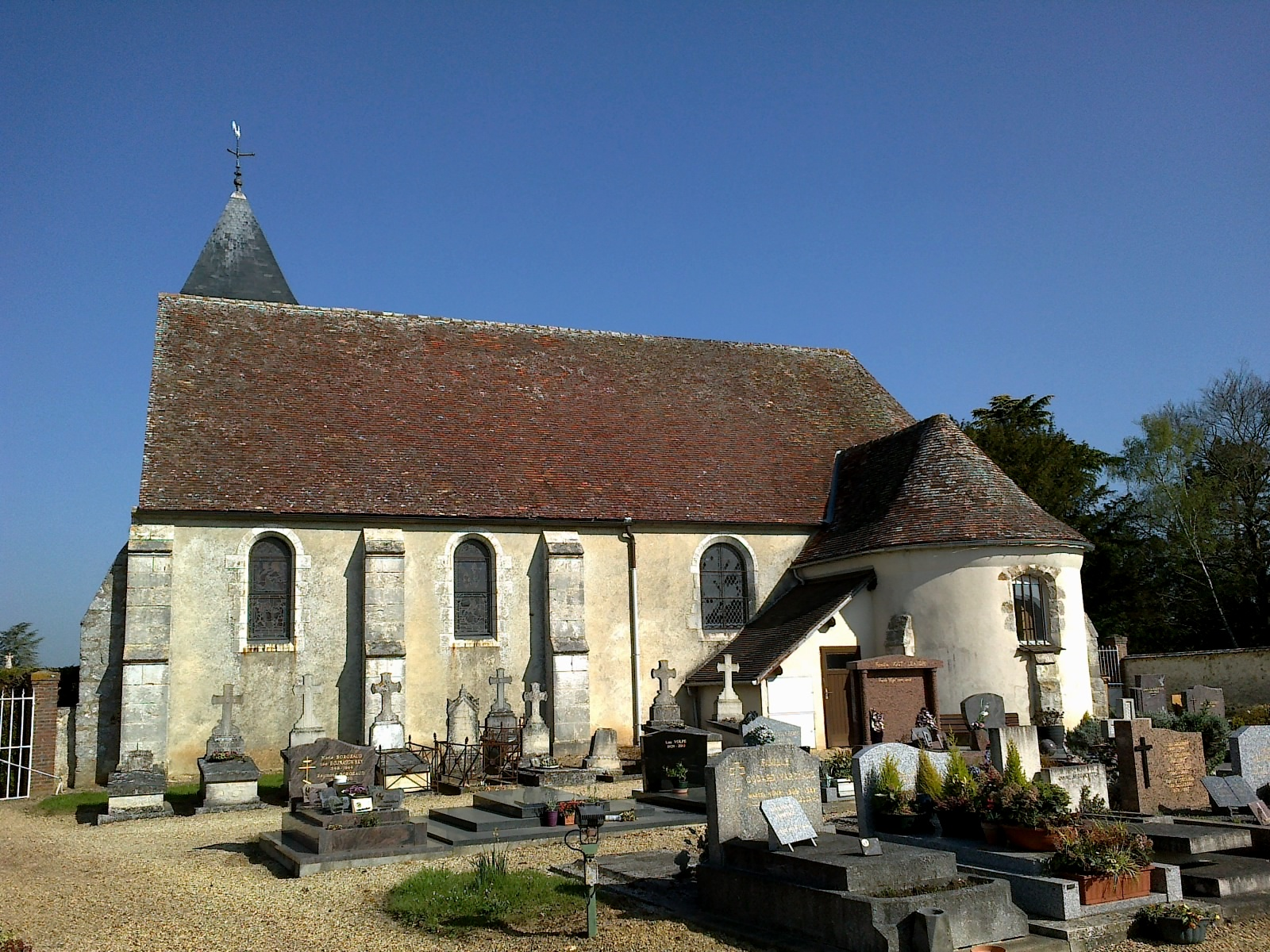
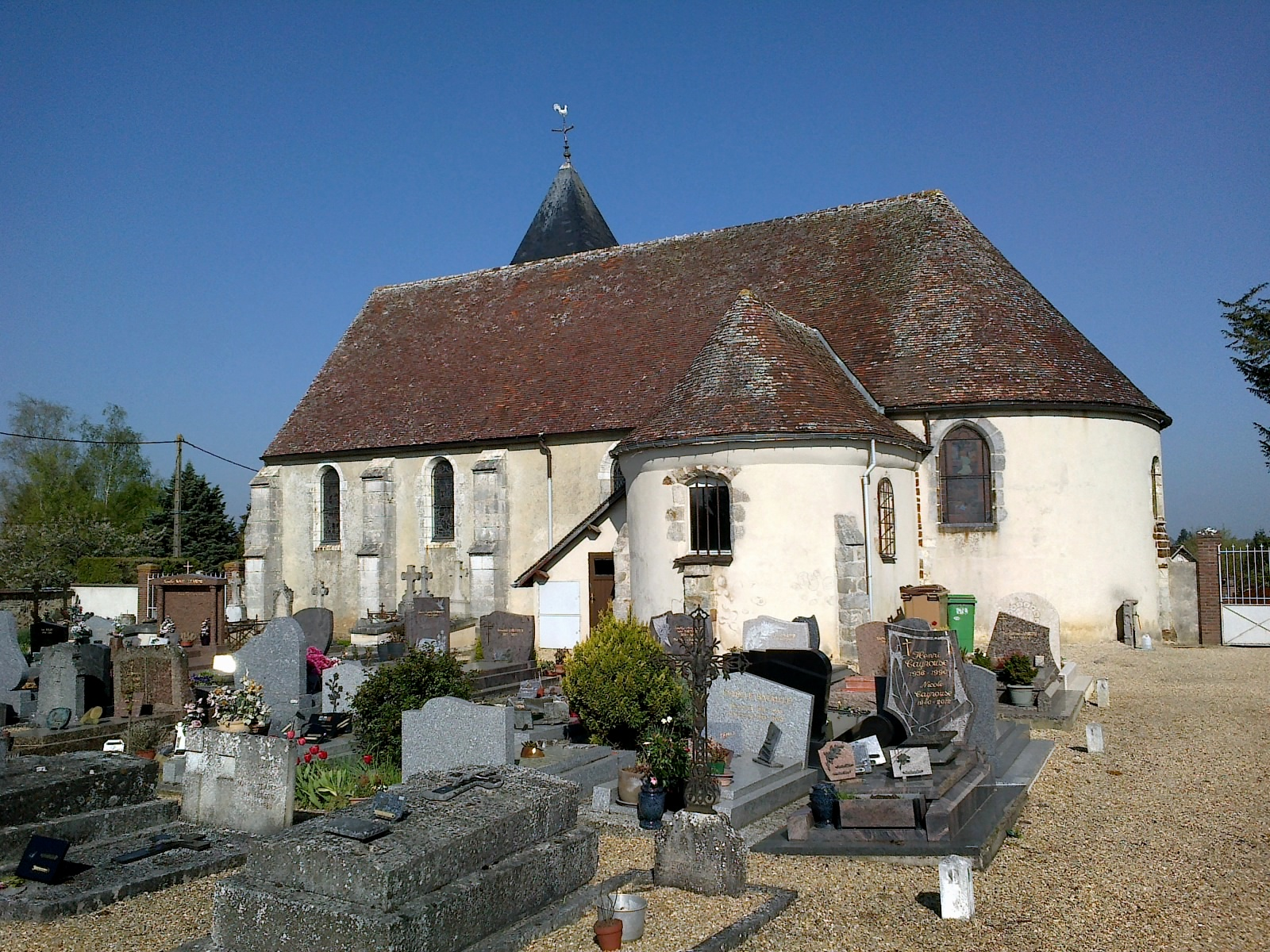

### Personnalités liées à la commune
- Paul Cornet (1892-1977), sculpteur français, y est mort.
- Guillaume Kasbarian, député de la première circonscription d'Eure-et-Loir depuis juin 2017, habite la commune.

### Héraldique
|  | Les armes de la commune se blasonnent ainsi : de sinople à la barre cousue d'azur, chargée d'un filet ondé en barre d'argent, accompagnée en chef d'une crosse contournée d'or mouvant de la barre et à la fleur de nigelle d'azur brochant sur le fût de la crosse et en pointe d'une roue à aubes d'or brochant en partie dur la barre. |